# Sonic 2. Szybki jak błyskawica
Sonic 2. Szybki jak błyskawica (ang. Sonic the Hedgehog 2, jap. ソニック・ザ・ムービー/ソニック VS ナックルズ) – amerykańsko-japoński film familijny, oparty na serii gier komputerowych Sonic the Hedgehog. Jest sequelem filmu Sonic. Szybki jak błyskawica z 2020 roku.
Film został zapowiedziany 28 maja 2020 roku. Produkcja filmu odbywała się między 15 marca a 10 maja 2021 roku pod roboczym tytułem „Emerald Hill” (pol. Szmaragdowe Wzgórza). Zdjęcia wykonano na Hawajach i w Vancouver. Film ukazał się 30 marca 2022 roku we Francji, Holandii i na Filipinach. Polska premiera odbyła się 22 kwietnia tego samego roku. 
Kontynuacja filmu ukazała się w grudniu 2024 roku.

## Fabuła
Niebieski jeż z innego wymiaru, Sonic, trafił na Ziemię. Wraz ze swoim towarzyszem, żółtym lisem z dwoma ogonami, Tailsem, musi powstrzymać złego doktora Robotnika. Antagonista wraz ze swoim nowym pomocnikiem, czerwoną kolczatką australijską Knucklesem, planuje zawładnąć nad światem. Bohaterowie muszą odnaleźć magiczny szmaragd, by nie wpadł w niepowołane ręce.

## Obsada

### Wersja oryginalna
- Ben Schwartz(inne języki) – Sonic (głos)
- Colleen O'Shaughnessey – Tails (głos)
- Idris Elba – Knuckles the Echidna (głos)
- Jim Carrey – Doktor Robotnik
- James Marsden – Tom Wachowski
- Tika Sumpter – Maddie Wachowski
- Lee Majdoub(inne języki) – Stone
- Natasha Rothwell(inne języki) – Rachel
- Adam Pally – Wade Whipple
- Shemar Moore – Randall Handel
- Melody Nosipho Niemann(inne języki) – Jojo[1]

### Wersja polska
- Marcin Hycnar – Sonic (głos)
- Lidia Sadowa – Tails (głos)
- Jakub Wieczorek – Knuckles the Echidna (głos)
- Tomasz Borkowski – Doktor Robotnik
- Kamil Kula – Tom Wachowski
- Michalina Łabacz – Maddie Wachowski
- Otar Saralidze – Agent Stone
- Anna Ułas – Rachel
- Maksymilian Bogumił – Wade
- Szymon Kuśmider – Komandor Walters
- Agnieszka Kunikowska – Szpona
- Kamil Pruban(inne języki) – Randall Handel
- Katarzyna Mogielnicka – Jojo[9]